# ニューオーリンズ市長
ニューオーリンズ市長（英語：Mayor of New Orleans）は、アメリカ合衆国のルイジアナ州ニューオーリンズの市長である。

## 一覧
| 代数       | 氏名                                    | 就任           | 退任                    | 政党             |
| ---------- | --------------------------------------- | -------------- | ----------------------- | ---------------- |
| 初         | エティエンヌ・ド・ボレ                  | 1803年11月30日 | 1804年5月26日（辞任）   |                  |
| 2          | ジェームズ・ピトー                      | 1804年6月2日   | 1805年7月26日（辞任）   |                  |
| 3          | ジョン・ワトキンス                      | 1805年7月27日  | 1807年3月8日            |                  |
| 4          | ジェームズ・メイザー                    | 1807年3月9日   | 1812年5月16日名（辞任） |                  |
| 5          | チャールズ・トルドー（市長代理）        | 1812年5月16日  | 1812年10月8日           |                  |
| 6          | ニコラス・ジロー                        | 1812年10月8日  | 1812年11月5日           |                  |
| 7          | レブレトン・ドージノワ（市長代理）      | 1812年11月6日  | 1812年12月4日           |                  |
|            | ニコラス・ジロー                        | 1812年12月5日  | 1815年9月4日名（辞任）  |                  |
| 8          | オーギュスタン・デ・マカーティ          | 1815年9月4日   | 1820年5月13日           |                  |
| 9          | ルイ・フィリップ・ド・ロフィニャック    | 1820年5月14日  | 1828年5月10日名（辞任） |                  |
| 10         | デニス・プリウール                      | 1828年5月12日  | 1838年4月9日            | 民主党           |
| 11         | ポール・バータス（市長代理）            | 1838年4月10日  | 1838年5月12日           |                  |
| 12         | チャールズ・ジェノア                    | 1838年5月12日  | 1840年5月10日           | 民主党           |
| 13         | ウィリアム・フレーレ                    | 1840年5月11日  | 1842年4月4日            | ホイッグ党       |
|            | デニス・プリウール（第2期）             | 1842年4月4日   | 1843年2月7日            | 民主党           |
|            | ポール・バータス（市長代理・第2期）     | 1843年2月7日   | 1843年2月26日           |                  |
|            | ウィリアム・フレーレ（第2期）           | 1843年2月27日  | 1844年5月12日           | ホイッグ党       |
| 14         | ジョーゼフ・エドガー・モントギュー      | 1844年5月13日  | 1846年4月5日            | 民主党           |
| 15         | アブディエル・クロスマン                | 1846年5月11日  | 1854年3月26日           | ホイッグ党       |
| 16         | ジョン・ L・ルイス                      | 1854年4月10日  | 1856年6月17日           | 民主党           |
| 17         | チャールズ・W・ウォーターマン           | 1856年6月17日  | 1858年6月8日            | ノウ・ナッシング |
| 18         | ジェラルド・スティス                    | 1858年6月21日  | 1860年6月18日           | ノウ・ナッシング |
| 19         | ジョン・T・モンロー                     | 1860年6月18日  | 1862年5月16日           | ノウ・ナッシング |
| 軍政       |                                         |                |                         |                  |
| 20         | ジョージ・F・シェプリー                 | 1862年5月20日  | 1862年7月11日           |                  |
| 21         | ゴドフリー・ウェイゼル                  | 1862年7月14日  | 1862年8月5日            |                  |
| 22         | ジョナス・H・フレンチ                   | 1862年8月6日   | 1862年8月20日           |                  |
|            | ゴドフリー・ウェイゼル（第2期）         | 1862年8月21日  | 1862年9月30日           |                  |
| 23         | ヘンリー・C・デミング                   | 1862年10月2日  | 1863年1月30日           |                  |
| 24         | ジェームズ・F・ミラー                   | 1863年1月30日  | 1863年9月12日           |                  |
| 25         | エドワード・ヘンリー・ダレル            | 1863年9月12日  | 1863年10月30日          |                  |
|            | ジェームズ・F・ミラー（第2期）          | 1863年11月6日  | 1864年2月2日            |                  |
| 26         | スティーヴン・ホイト                    | 1864年2月9日   | 1865年3月21日           |                  |
| 27         | ヒュー・ケネディ                        | 1865年3月21日  | 1865年5月5日            |                  |
| 28         | サミュエル・ミラー・クインシー          | 1865年5月5日   | 1865年6月8日            |                  |
| 29         | グレンディ・バーク                      | 1865年6月8日   | 1865年6月28日           |                  |
|            | ヒュー・ケネディ（第2期）               | 1865年6月28日  | 1866年3月18日           |                  |
| 30         | J・A・D・ロジエ                         | 1866年3月19日  | 1866年3月20日           |                  |
| 31         | ジョージ・クラーク                      | 1866年3月20日  | 1866年5月11日           |                  |
| 軍政の終了 |                                         |                |                         |                  |
| 32         | ジョン・T・モンロー                     | 1866年5月12日  | 1867年3月28日           | 民主党           |
| 33         | エドワード・ヒース                      | 1867年3月28日  | 1868年6月10日           | 共和党           |
| 34         | ジョン・R・コンウェイ                   | 1868年6月10日  | 1870年4月4日            | 民主党           |
| 35         | ベンジャミン・フランダース              | 1870年4月4日   | 1872年11月29日          | 共和党           |
| 36         | ルイス・A・ウィルツ                     | 1872年11月30日 | 1874年11月30日          | 民主党           |
| 37         | チャールズ・J・リーズ                   | 1874年11月30日 | 1876年12月19日          | 民主党           |
| 38         | エドワード・ピルズベリー                | 1876年12月19日 | 1878年11月18日          |                  |
| 39         | アイザック・W・パットン                 | 1878年11月18日 | 1880年12月16日          |                  |
| 40         | ジョーゼフ・A・シェイクスピア           | 1880年12月16日 | 1882年11月20日          |                  |
| 41         | ウィリアム・J・ビアン                   | 1882年11月20日 | 1884年4月28日           | 民主党           |
| 42         | J・ヴァルジン・ギロット                 | 1884年4月29日  | 1888年4月23日           | 民主党           |
|            | ジョーゼフ・ A・シェイクスピア（第2期） | 1888年4月23日  | 1892年4月25日           |                  |
| 43         | ジョン・フィッツパトリック              | 1892年4月25日  | 1896年4月27日           | 民主党           |
| 44         | ウォルター・C・フラワー                 | 1896年4月27日  | 1900年5月7日            |                  |
| 45         | ポール・カプテヴィール                  | 1900年5月7日   | 1904年12月5日           |                  |
| 46         | マーティン・ビーアマン                  | 1904年12月5日  | 1920年12月6日           | 民主党           |
| 47         | アンドルー・J・マクシェーン             | 1920年12月6日  | 1925年5月4日            |                  |
|            | マーティン・ビーアマン（第2期）         | 1925年5月4日   | 1926年1月12日           | 民主党           |
| 48         | アーサー・J・オキーフ                   | 1926年1月12日  | 1929年7月15日           | 民主党           |
| 49         | T・セムズ・ウォームズリー               | 1929年7月15日  | 1936年6月30日           | 民主党           |
| 50         | A・マイルズ・プラット（市長代理）       | 1936年6月30日  | 1936年7月15日           |                  |
| 51         | フレッド・A・イアハート（市長代理）     | 1936年7月15日  | 1936年7月15日           |                  |
| 52         | ジェシー・S・ケイヴ（市長代理）         | 1936年7月15日  | 1936年8月17日           |                  |
| 53         | ロバート・マエストリ                    | 1936年8月18日  | 1946年4月4日            | 民主党           |
| 54         | ドレセプス・ストーリー・モリソン        | 1946年4月4日   | 1961年7月17日           | 民主党           |
| 55         | ヴィクター・H・スキロー                 | 1961年7月17日  | 1970年5月2日            | 民主党           |
| 56         | ムーン・ランドリュー                    | 1970年5月2日   | 1978年5月1日            | 民主党           |
| 57         | アーネスト・ネイサン・モリアル          | 1978年5月1日   | 1986年5月5日            | 民主党           |
| 58         | シドニー・バーセルミー                  | 1986年5月5日   | 1994年5月2日            | 民主党           |
| 59         | マーク・モリアル                        | 1994年5月2日   | 2002年5月6日            | 民主党           |
| 60         | レイ・ネイギン                          | 2002年5月6日   | 2010年5月3日            | 民主党           |
| 61         | ミッチ・ランドリュー                    | 2010年5月3日   | 2018年5月7日            | 民主党           |
| 62         | ラトーヤ・カントレル                    | 2018年5月7日   | 現職                    | 民主党           |